# جامعة أوديسا الطبية الوطنية
جامعة أوديسا الطبية الوطنية مؤسسة تعليم عالي أوكرانية، (بالأوكرانية: Одеський національний медичний університет) هي جامعة تقع في أوديسا أوبلاست، أوكرانيا. أُسِّسَت هذه الجامعة في سنة 1900.

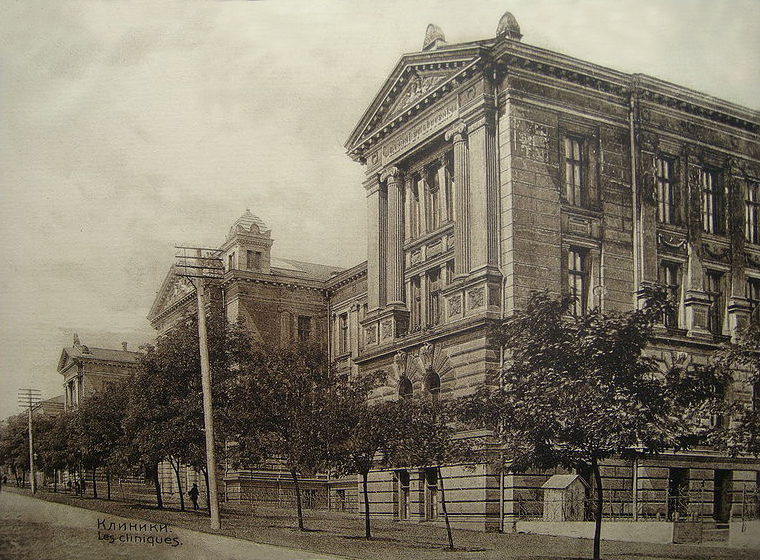
منظر لجامعة الطب في أوائل القرن العشرين.